# スウェーデン王立美術院の人物一覧
スウェーデン王立美術院の人物一覧は、スウェーデンの美術アカデミー、美術学校でもあった、スウェーデン王立美術院に関係した人物の一覧記事。

## 教授/アカデミー会員
| 名前                                 | 生没年    | 出身の国     | 備考・出典                    |
| ------------------------------------ | --------- | ------------ | ----------------------------- |
| ギョーム・タラヴァル                 | 1701-1750 | フランス     | 1730年代に教授                |
| オロフ・アレニウス                   | 1700-1766 | スウェーデン | 1730年代後半から教授          |
| カール・グスタフ・ピロ               | 1711-1793 | スウェーデン | 1777年から校長                |
| ピエール・ユベール・ラルシュヴェック | 1721-1778 | フランス     | 1768年から校長                |
| ペール・クラフト                     | 1724-1793 | スウェーデン | 1773年に会員、教授            |
| ローレンツ・パシュ                   | 1733-1805 | スウェーデン | 1793年から校長                |
| ウルリカ・パシュ                     | 1735-1779 | スウェーデン | 1773年に会員                  |
| ユーハン・トービアス・セルゲル       | 1740-1814 | スウェーデン |                               |
| カール・フレデリク・フォン・ブレダ   | 1759-1818 | スウェーデン | 1796年から教授                |
| ヨハン・グスタフ・サンドベリ         | 1782-1854 | スウェーデン | 1828年から教授、1845-1853校長 |
| グスタヴ・ヴィルヘルム・パルム       | 1817-1890 | スウェーデン | 1859年から教授                |
| フリッツ・フォン・ダルデル           | 1817-1901 | スウェーデン | 1864年から校長                |
| アーギュスト・マルムストレム         | 1829-1901 | スウェーデン | 1867年から教授、1887-1893校長 |
| ゲオルク・フォン・ローゼン           | 1843-1923 | スウェーデン | 1874年から教授、1881-1887校長 |
| グスタヴ・セーデルストレム           | 1845-1933 | スウェーデン | 1879年から教授、1899-1911校長 |
| オスカル・ビョルク                   | 1860-1929 | スウェーデン | 1899年から教授                |
| アイザック・グリューネヴァルト       | 1889-1946 | スウェーデン | 1932年から教授                |

## 学んだ人物
| 名前                                     | 生没年    | 出身の国     | 備考・出典     | 作品画像 |
| ---------------------------------------- | --------- | ------------ | -------------- | --- |
| カール・グスタフ・ピロ                   | 1711-1793 | スウェーデン | 1777年から校長 | ブロメール マルムストレム ノルドランデル エークストレム ラーション ユリア・ベック ヌードストローム リッカルド・ベリ リリエフォッシュ アフ・クリント ニルス・ダルデル |
| カール・ヨハン・ファールクランツ         | 1774-1861 | スウェーデン |                | ブロメール マルムストレム ノルドランデル エークストレム ラーション ユリア・ベック ヌードストローム リッカルド・ベリ リリエフォッシュ アフ・クリント ニルス・ダルデル |
| トーマス・ファーンリー                   | 1802-1842 | ノルウェー   |                | ブロメール マルムストレム ノルドランデル エークストレム ラーション ユリア・ベック ヌードストローム リッカルド・ベリ リリエフォッシュ アフ・クリント ニルス・ダルデル |
| アマーリア・リンドグレーン               | 1814-1891 | スウェーデン |                | ブロメール マルムストレム ノルドランデル エークストレム ラーション ユリア・ベック ヌードストローム リッカルド・ベリ リリエフォッシュ アフ・クリント ニルス・ダルデル |
| エグロン・ルンドグレン                   | 1815-1875 | スウェーデン |                | ブロメール マルムストレム ノルドランデル エークストレム ラーション ユリア・ベック ヌードストローム リッカルド・ベリ リリエフォッシュ アフ・クリント ニルス・ダルデル |
| ニルス・ブロメール                       | 1816-1853 | スウェーデン |                | ブロメール マルムストレム ノルドランデル エークストレム ラーション ユリア・ベック ヌードストローム リッカルド・ベリ リリエフォッシュ アフ・クリント ニルス・ダルデル |
| フェルディナンド・フォン・ライト         | 1822-1906 | フィンランド |                | ブロメール マルムストレム ノルドランデル エークストレム ラーション ユリア・ベック ヌードストローム リッカルド・ベリ リリエフォッシュ アフ・クリント ニルス・ダルデル |
| フェルディナンド・ファーゲルリーン       | 1825-1907 | スウェーデン |                | ブロメール マルムストレム ノルドランデル エークストレム ラーション ユリア・ベック ヌードストローム リッカルド・ベリ リリエフォッシュ アフ・クリント ニルス・ダルデル |
| マルクス・ラーション                     | 1825-1864 | スウェーデン |                | ブロメール マルムストレム ノルドランデル エークストレム ラーション ユリア・ベック ヌードストローム リッカルド・ベリ リリエフォッシュ アフ・クリント ニルス・ダルデル |
| アグネス・ベリエソン                     | 1827-1900 | スウェーデン |                | ブロメール マルムストレム ノルドランデル エークストレム ラーション ユリア・ベック ヌードストローム リッカルド・ベリ リリエフォッシュ アフ・クリント ニルス・ダルデル |
| アクセル・ノルドグレン                   | 1828-1888 | スウェーデン |                | ブロメール マルムストレム ノルドランデル エークストレム ラーション ユリア・ベック ヌードストローム リッカルド・ベリ リリエフォッシュ アフ・クリント ニルス・ダルデル |
| アーギュスト・マルムストレム             | 1829-1901 | スウェーデン |                | ブロメール マルムストレム ノルドランデル エークストレム ラーション ユリア・ベック ヌードストローム リッカルド・ベリ リリエフォッシュ アフ・クリント ニルス・ダルデル |
| アルフレッド・ヴァールベリ               | 1834-1906 | スウェーデン |                | ブロメール マルムストレム ノルドランデル エークストレム ラーション ユリア・ベック ヌードストローム リッカルド・ベリ リリエフォッシュ アフ・クリント ニルス・ダルデル |
| エドヴァルド・ペルセウス                 | 1841-1890 | スウェーデン |                | ブロメール マルムストレム ノルドランデル エークストレム ラーション ユリア・ベック ヌードストローム リッカルド・ベリ リリエフォッシュ アフ・クリント ニルス・ダルデル |
| シグフリード・アウグスト・ケイナネン     | 1841-1914 | フィンランド |                | ブロメール マルムストレム ノルドランデル エークストレム ラーション ユリア・ベック ヌードストローム リッカルド・ベリ リリエフォッシュ アフ・クリント ニルス・ダルデル |
| オスカル・テーノ                         | 1842-1894 | スウェーデン |                | ブロメール マルムストレム ノルドランデル エークストレム ラーション ユリア・ベック ヌードストローム リッカルド・ベリ リリエフォッシュ アフ・クリント ニルス・ダルデル |
| アンナ・ノルドランデル                   | 1843-1879 | スウェーデン |                | ブロメール マルムストレム ノルドランデル エークストレム ラーション ユリア・ベック ヌードストローム リッカルド・ベリ リリエフォッシュ アフ・クリント ニルス・ダルデル |
| ヒューゴ・サルムソン                     | 1843-1894 | スウェーデン |                | ブロメール マルムストレム ノルドランデル エークストレム ラーション ユリア・ベック ヌードストローム リッカルド・ベリ リリエフォッシュ アフ・クリント ニルス・ダルデル |
| ペール・エークストレム                   | 1844-1935 | スウェーデン |                | ブロメール マルムストレム ノルドランデル エークストレム ラーション ユリア・ベック ヌードストローム リッカルド・ベリ リリエフォッシュ アフ・クリント ニルス・ダルデル |
| ヴィルヘルム・フォン・イェーゲルフェルト | 1844-1920 | スウェーデン |                | ブロメール マルムストレム ノルドランデル エークストレム ラーション ユリア・ベック ヌードストローム リッカルド・ベリ リリエフォッシュ アフ・クリント ニルス・ダルデル |
| アンナ・ノルドグレン                     | 1847-1916 | スウェーデン |                | ブロメール マルムストレム ノルドランデル エークストレム ラーション ユリア・ベック ヌードストローム リッカルド・ベリ リリエフォッシュ アフ・クリント ニルス・ダルデル |
| カール・フレデリク・ヒル                 | 1849-1911 | スウェーデン |                | ブロメール マルムストレム ノルドランデル エークストレム ラーション ユリア・ベック ヌードストローム リッカルド・ベリ リリエフォッシュ アフ・クリント ニルス・ダルデル |
| アメリー・ルンダール                     | 1850-1914 | フィンランド |                | ブロメール マルムストレム ノルドランデル エークストレム ラーション ユリア・ベック ヌードストローム リッカルド・ベリ リリエフォッシュ アフ・クリント ニルス・ダルデル |
| アーンシュト・ユーセフソン               | 1851-1906 | スウェーデン |                | ブロメール マルムストレム ノルドランデル エークストレム ラーション ユリア・ベック ヌードストローム リッカルド・ベリ リリエフォッシュ アフ・クリント ニルス・ダルデル |
| ユーハン・ティレン                       | 1853-1911 | スウェーデン |                | ブロメール マルムストレム ノルドランデル エークストレム ラーション ユリア・ベック ヌードストローム リッカルド・ベリ リリエフォッシュ アフ・クリント ニルス・ダルデル |
| カール・ラーション                       | 1853-1919 | スウェーデン |                | ブロメール マルムストレム ノルドランデル エークストレム ラーション ユリア・ベック ヌードストローム リッカルド・ベリ リリエフォッシュ アフ・クリント ニルス・ダルデル |
| ユリア・ベック                           | 1853-1935 | スウェーデン |                | ブロメール マルムストレム ノルドランデル エークストレム ラーション ユリア・ベック ヌードストローム リッカルド・ベリ リリエフォッシュ アフ・クリント ニルス・ダルデル |
| ヒューゴ・ビルイェル                     | 1854-1887 | スウェーデン |                | ブロメール マルムストレム ノルドランデル エークストレム ラーション ユリア・ベック ヌードストローム リッカルド・ベリ リリエフォッシュ アフ・クリント ニルス・ダルデル |
| イェニー・ニュストレム                   | 1854-1946 | スウェーデン |                | ブロメール マルムストレム ノルドランデル エークストレム ラーション ユリア・ベック ヌードストローム リッカルド・ベリ リリエフォッシュ アフ・クリント ニルス・ダルデル |
| カール・ヌードストローム                 | 1855-1923 | スウェーデン |                | ブロメール マルムストレム ノルドランデル エークストレム ラーション ユリア・ベック ヌードストローム リッカルド・ベリ リリエフォッシュ アフ・クリント ニルス・ダルデル |
| エマ・チャドウィック                     | 1855-1932 | スウェーデン |                | ブロメール マルムストレム ノルドランデル エークストレム ラーション ユリア・ベック ヌードストローム リッカルド・ベリ リリエフォッシュ アフ・クリント ニルス・ダルデル |
| エヴァ・ボニエ                           | 1857-1909 | スウェーデン |                | ブロメール マルムストレム ノルドランデル エークストレム ラーション ユリア・ベック ヌードストローム リッカルド・ベリ リリエフォッシュ アフ・クリント ニルス・ダルデル |
| リッカルド・ベリ                         | 1858-1919 | スウェーデン |                | ブロメール マルムストレム ノルドランデル エークストレム ラーション ユリア・ベック ヌードストローム リッカルド・ベリ リリエフォッシュ アフ・クリント ニルス・ダルデル |
| ゲルダ・ティレン                         | 1858-1928 | スウェーデン |                | ブロメール マルムストレム ノルドランデル エークストレム ラーション ユリア・ベック ヌードストローム リッカルド・ベリ リリエフォッシュ アフ・クリント ニルス・ダルデル |
| カーリン・ラーション                     | 1859-1928 | スウェーデン |                | ブロメール マルムストレム ノルドランデル エークストレム ラーション ユリア・ベック ヌードストローム リッカルド・ベリ リリエフォッシュ アフ・クリント ニルス・ダルデル |
| アンデシュ・ソーン                       | 1860-1920 | スウェーデン |                | ブロメール マルムストレム ノルドランデル エークストレム ラーション ユリア・ベック ヌードストローム リッカルド・ベリ リリエフォッシュ アフ・クリント ニルス・ダルデル |
| ブルーノ・リリエフォッシュ               | 1860-1939 | スウェーデン |                | ブロメール マルムストレム ノルドランデル エークストレム ラーション ユリア・ベック ヌードストローム リッカルド・ベリ リリエフォッシュ アフ・クリント ニルス・ダルデル |
| リチャード・ホール                       | 1860-1942 | フィンランド |                | ブロメール マルムストレム ノルドランデル エークストレム ラーション ユリア・ベック ヌードストローム リッカルド・ベリ リリエフォッシュ アフ・クリント ニルス・ダルデル |
| ファンニ・ブラーテ                       | 1861-1940 | スウェーデン |                | ブロメール マルムストレム ノルドランデル エークストレム ラーション ユリア・ベック ヌードストローム リッカルド・ベリ リリエフォッシュ アフ・クリント ニルス・ダルデル |
| ウジェーヌ・フレデリク・ヤンソン         | 1862-1915 | スウェーデン |                | ブロメール マルムストレム ノルドランデル エークストレム ラーション ユリア・ベック ヌードストローム リッカルド・ベリ リリエフォッシュ アフ・クリント ニルス・ダルデル |
| ヒルマ・アフ・クリント                   | 1862-1944 | スウェーデン |                | ブロメール マルムストレム ノルドランデル エークストレム ラーション ユリア・ベック ヌードストローム リッカルド・ベリ リリエフォッシュ アフ・クリント ニルス・ダルデル |
| アントン・ゲンベリ                       | 1862-1939 | スウェーデン |                | ブロメール マルムストレム ノルドランデル エークストレム ラーション ユリア・ベック ヌードストローム リッカルド・ベリ リリエフォッシュ アフ・クリント ニルス・ダルデル |
| ハンナ・パウリ                           | 1864-1940 | スウェーデン |                | ブロメール マルムストレム ノルドランデル エークストレム ラーション ユリア・ベック ヌードストローム リッカルド・ベリ リリエフォッシュ アフ・クリント ニルス・ダルデル |
| アルフレド・ベリストレム                 | 1869-1930 | スウェーデン |                | ブロメール マルムストレム ノルドランデル エークストレム ラーション ユリア・ベック ヌードストローム リッカルド・ベリ リリエフォッシュ アフ・クリント ニルス・ダルデル |
| ルート・ミレス                           | 1873-1941 | スウェーデン |                | ブロメール マルムストレム ノルドランデル エークストレム ラーション ユリア・ベック ヌードストローム リッカルド・ベリ リリエフォッシュ アフ・クリント ニルス・ダルデル |
| ヨン・バウエル                           | 1882-1918 | スウェーデン |                | ブロメール マルムストレム ノルドランデル エークストレム ラーション ユリア・ベック ヌードストローム リッカルド・ベリ リリエフォッシュ アフ・クリント ニルス・ダルデル |
| メリ・ベーゼ                             | 1886-1925 | ドイツ       | 女性パイロット | ブロメール マルムストレム ノルドランデル エークストレム ラーション ユリア・ベック ヌードストローム リッカルド・ベリ リリエフォッシュ アフ・クリント ニルス・ダルデル |
| ニルス・ダルデル                         | 1888-1943 | スウェーデン |                | ブロメール マルムストレム ノルドランデル エークストレム ラーション ユリア・ベック ヌードストローム リッカルド・ベリ リリエフォッシュ アフ・クリント ニルス・ダルデル |
| カール・フレデリック・ロイテルスワルト   | 1934-2016 | スウェーデン | 1965-1969教授  | ブロメール マルムストレム ノルドランデル エークストレム ラーション ユリア・ベック ヌードストローム リッカルド・ベリ リリエフォッシュ アフ・クリント ニルス・ダルデル |